# Ouedhref
Ouedhref o Oudhref (àrab: وذرف, Waḏraf) és un poble tunisià, situat 20 km al nord de Gabès, dins de la delegació de Métouia, que depèn de la governació de Gabès. Forma una municipalitat amb 9.932 habitants en 2014. El pobles es troba en territori de la tribu dels Beni Zid.

## Economia
És conegut pel seu oasi i per la fabricació de tapissos tunisians tradicionals del tipus kilim, anomenats mergoums. Teixits amb certa harmonia de colors, generalment en la gamma dels vermells, es distingeixen dels tapissos de Kairuan pel seu tacte i el seu gruix.

## Administració
Forma una municipalitat o baladiyya, amb codi geogràfic 51 15 (ISO 3166-2:TN-12).
Al mateix temps, es troba repartida en dos sectors o imades de la delegació o mutamadiyya de Metouia (codi geogràfic 51 55):
- Ouedhref Nord (51 55 53)
- Ouedhref Sud (51 55 54)

## Personatges
- Oum Kalthoum Ben Hassine (nascuda en 1946), biòloga tunisiana

## Références
1. ↑  «Còpia arxivada» (pdf) (en àrab). Arxivat de l'original el 28 de gener 2018. [Consulta: 23 d’octubre 2021]. Arxivat 2018-01-28 a Wayback Machine.
2. ↑  المعهد الوطني للإحصاء [Institut Nacional d'Estadística] «المصنف الوطني لترميز الوحدات الإدارية» (en àrab i francès). [Publicacions de l'Institut Nacional d'Estadística]. المعهد الوطني للإحصاء [Institut Nacional d'Estadística] [Tunis], 12-2012, pàg. 158. ISSN: 1737-7838 [Consulta: 18 agost 2021].
3. ↑  المعهد الوطني للإحصاء [Institut Nacional d'Estadística] «المصنف الوطني لترميز الوحدات الإدارية» (en àrab i francès). [Publicacions de l'Institut Nacional d'Estadística]. المعهد الوطني للإحصاء [Institut Nacional d'Estadística] [Tunis], 12-2012, pàg. 112-115. ISSN: 1737-7838 [Consulta: 18 agost 2021].